# المشاغبون في نويبع (فلم)
المشاغبون في نويبع، هو فيلم مصري من إخراج ناصر حسين.

## الحبكة
تدور أحداث قصته حول الأصدقاء الثلاثة (عبد الله، سامي، إبراهيم)، الذين يتم تجنيدهم في وحدة عسكرية واحدة، وبعدما تنتهي مدة خدمتهم يعودون إلى منازلهم بـ(القاهرة)، يلتقون في الطريق بثلاث فتيات جميلات (كريمة، وفاء، أمل) قادمات من (نويبع)، يقنعن الشباب الثلاثة بالعمل معهن في (نويبع)، حيث فرص العمل المتوفرة، وبأجور كبيرة، يقوم الشبان الثلاثة بالسفر إلى (نويبع) حتى لا يتعرضون لمخاطر البطالة.

## وصلات خارجية
- مقالات تستعمل روابط فنية بلا صلة مع ويكي بيانات